# American Pie - O Casamento
American Wedding (br e pt: American Pie - O Casamento) é um filme de comédia romântica de 2003, escrito por Adam Herz, dirigido por Jesse Dylan e distribuído pela Universal Pictures. É a sequência de American Pie (1999) e American Pie 2 (2001), sendo o terceiro filme da franquia American Pie.
Seu enredo sucede os acontecimentos do último filme, com a maioria dos personagens presentes dos dois filmes anteriores, com exceção de Nadia, Oz, Jéssica, Sherman, Vicky e Heather, para que os personagens principais ficassem centralizados no filme. American Wedding segue o casamento de Jim Levenstein e Michelle Flaherty, mostrando os acontecimentos engraçados e constrangedores dos personagens envolvendo sexo.
Foi o último filme da série a ser escrito por Herz, que concebeu a ideia do primeiro filme que originou a franquia. Após seu lançamento, o filme se tornou um sucesso de bilheteria arrecadando US$ 231.449.203 contra seu orçamento estimado em US$ 55 milhões, embora tenha recebido críticas mistas.

## Enredo
A história começa com um jantar no restaurante entre o casal de namorados Jim Levenstein e Michelle Flaherty, onde ele faz comentários indiretos para que sua namorada veja o porta-aliança embaixo de seu guarda-napo, mas ela não entende. Após um telefonema de Noah Levenstein, Jim percebe que o porta-aliança que levou para Michelle estava vazio; como não entendeu as indiretas de Jim, ela vai para debaixo da mesa e começa a fazer felação com seu namorado, momentos antes do pai de Jim chegar. Quando Noah chega, depara-se com Jim gemendo de uma forma estranha mas não imagina, até o momento de puxá-lo para levá-lo ao carro e vê-lo sem os vestimentos debaixo, chamando a atenção dos outros clientes. Após este incidente, Michelle sai debaixo da mesa surpreendendo a todos presentes, momento em que Jim pede-a em casamento com a aliança em mãos, recebendo um "sim" como resposta.
Jim quer excluir o amigo Steve Stifler da festa de casamento, temendo que o comportamento dele não seja socialmente aceitável. Quando Jim está preocupado em aprender a dançar, Stifler concorda em ensiná-lo e promete se comportar, em troca de poder organizar uma despedida de solteiro para ele. Durante uma festa para comemorar o pedido de casamento, os pais de Michelle, Harold Flaherty e Mary Flaherty levam consigo os seus cães. Stifler suja Jim e a si mesmo de cobertura de bolo, fazendo com que os cães do Sr. e Sra. Flaherty lamba-os, em uma região próxima ao pênis de Stifler. Durante este momento, um dos cães faz ato sexual com a perna de Jim, que estava sem as calças para limpá-la. Quando os Flaherty entram na sala, deparam-se com aquela cena desconfiando de Jim seja zoófilo. Mais tarde, Jim conta sobre o ocorrido aos Flaherty ganhando confiança de seus futuros sogros.
Jim, Kevin Myers e Paul Finch passam a espionar Michelle para descobrirem seus desejos para o casamento, como um vestido que só seria encontrado em Chicago. Os três e Stifler procuram Leslie Summers, o estilista que fabrica o vestido desejado por Michelle, nos bares locais. Após algumas desavenças em um bar gay local, eles acabam encontrando o estilista e fazendo amizade com o homossexual Urso, que após perder para Stifler num disputa de dança, se oferece para fornecer strippers para a despedida de solteiro de Jim. Michelle, junta de Finch buscam no aeroporto Cadence Flaherty, por quem Finch apaixona-se. Stifler também apaixona-se por Cadence e começa e passar-se por culto, educado e estudioso para chamar a atenção da garota que passa a gostar dos dois. Dias após, Com a ajuda de Urso, Stifler organiza a despedida de solteiro, com duas prostitutas bissexuais e dominatrixes, a Policial Krystal e Fraulein Brandi, sem saber que Jim planejou um jantar com os sogros na mesma noite. A festa é interrompida quando Jim e o Sr. e Sra. Flaherty aparecem, fazendo com que Stifler, Finch e Kevin mintam sobre o ocorrido. O Sr. Flaherty posteriormente desenvolve uma queda pelas duas prostitutas, para o horror da Sra. Flaherty.
O casamento ocorre dias depois em uma enorme propriedade posteriormente, fora da cidade onde os personagens moram. A aliança do casamento fica com Stifler como desejado pela Sra. Flaherty, mas este acaba jogando acidentalmente para os cães comerem, achando que era biscoito. Quando os cães defecam Stifler é obrigado a comer o escremento antes que a Sra. Flaherty o coma achando que é trufa de chocolate. Jim depila a virilha e acaba jogando os seus pelos pubianos no ar condicionado, estragando o seu bolo de casamento. Stifler desliga acidentalmente o ar da floricultura onde localizam-se as flores do casamento, destruindo-as. Stifler é expulso do hotel e durante sua volta à cidade, compra flores como pedido de desculpas. Cadence chama Stifler para transar consigo em um armário, mas Stifler comparece primeiro a uma pequena reunião de agradecimento organizado por Jim. Quando retorna, Stifler acaba acidentalmente transando com a avó de Jim, pois o ambiente do armário era escuro, fazendo-a se apaixonar por Stifler. O casamento enfim ocorre e durante a recepção, Stifler dança com Cadence e Finch acaba reencontrando Janine, a mãe de Stifler, que o convida para acompanhá-la até sua suíte dupla. O filme termina com os dois fazendo sexo oral numa banheira quente, enquanto são observados pelos estudantes Justin e John.

## Elenco
- Jason Biggs como James "Jim" Emmanuel Levenstein
- Seann William Scott como Steve Stifler
- Alyson Hannigan como Michelle Flaherty
- Eddie Kaye Thomas como Paul Finch
- Thomas Ian Nicholas como Kevin Myers
- Eugene Levy como Noah Levenstein
- January Jones como Cadence Flaherty
- Eric Allan Kramer como Urso
- Molly Cheek como Mãe do Jim
- Fred Willard como Harold Flaherty
- Deborah Rush como Mary Flaherty
- Reynaldo Gallegos como Leslie Summers
- Amanda Swisten como Fraulein Brandi
- Nikki Schieler Ziering como Policial Krystal
- Alexis Thorpe como Jennifer
- John Cho como John
- Angela Paton como Avó de Jim
- Justin Isfeld como Justin
- Jennifer Coolidge como Janine Stifler
- David St. James como Recepcionista do hotel

## Produção

### Filmagens
As filmagens de American Pie - O Casamento ocorreram em Orange, Pasadena, Ontario, Half Moon Bay, San Marino, Long Beach, na Califórnia e em Chicago em Illinóis, todas as localidades nos Estados Unidos. Algumas filmagens ocorreram em diversos pontos turísticos norte-americanos como em Ritz-Carlton de Half Moon Bay, Livraria Huntington e o Aeroporto Internacional de Ontario, entre outras localidades.

### Distribuição e estúdio de produção
O filme foi distribuído pela Universal Pictures e produzido pela Zide-Perry Productions e LivePlanet. Os efeitos especiais foram produzidos pela View Studio, Soho VFX, Loumolo & Co. e Hammerhead Productions (que não foi creditada no filme).

## Recepção

### Bilheteria
American Wedding foi lançado nos Estados Unidos em 1º de agosto de 2003 e estreou em primeiro lugar nas bilheterias locais com US$ 33.369.440 antes de cair 53,7% em receita no fim de semana seguinte, chegando ao terceiro lugar em relação aos lançamentos de S.W.A.T. e Freaky Friday. Saindo de cartaz três meses e meio depois, o filme arrecadou um total doméstico de US$ 104.565.114 e US$ 126.884.089 no exterior para um total mundial de US$ 231.449.203, com base em um orçamento de US$ 55 milhões.
Apesar de ter se tornado um sucesso comercial, American Wedding é o filme de menor bilheteria da franquia American Pie, faturando cerca de US$ 3 milhões a menos do que American Pie: O Reencontro fez em 2012.[carece de fontes?]

### Crítica
O filme recebeu críticas mistas dos críticos. O Rotten Tomatoes atribui ao filme uma classificação de 54%, com base em 155 críticas, com uma classificação média de 5,8/10; o consenso crítico do site diz: "Mais ousado e ainda mais nojento que os dois primeiros "American Pies", American Wedding deve agradar somente aos fãs da série". No Metacritic, o filme tem a pontuação 43/100, com base em 34 críticas, o que indica "críticas mistas ou médias". O público consultado pelo CinemaScore deu ao filme uma nota média "B+" em uma escala de "A+" a "F".
Robert Koeler, da revista Variety, comparou o filme aos trabalhos de John Waters e chamou-o de um "final forte" para a franquia. Roger Ebert escreveu que o filme "é a prova da hipótese de que nenhum gênero está além da redenção". Elvis Mitchell, do The New York Times, escreveu que o filme "luta tanto para ser insípido que é quase pitoresco". Mick LaSalle do San Francisco Chronicle avaliou-o com 2/5 estrelas e chamou-o de "[filme] tenso e desesperado para encontrar piadas".